# Société suisse de sauvetage
 (juillet 2018).
La Société Suisse de Sauvetage SSS (en allemand Schweizerische Lebensrettungs-Gesellschaft SLRG, en italien Società Svizzera di Salvataggio SSS, en romanche Societad Svizra da Salvament SSS) est une organisation suisse de prévention des accidents aquatiques, de sauvetage et de formation de nageurs sauveteurs. Organisation à but non lucratif reconnue d’utilité publique, la SSS est formée de 27 500 membres répartis dans 127 sections.

## Organisation
La société suisse de sauvetage comprend 125 sections réparties dans toute la Suisse. Ces associations indépendantes et sans but lucratif sont divisées en six régions:
- SLRG Région Nord-Ouest
- SLRG Région Est
- SLRG Région Centre
- SLRG Région Zurich
- SSS Région Romande
- SSS Région Sud

La SSS est membre des organisations faîtières suivantes :
- Bureau de prévention des accidents
- Croix-Rouge suisse
- Fédération internationale de sauvetage aquatique
- Jeunesse et Sport
- Swiss Olympic

La SLRG est reconnue par la fondation ZEWO comme une organisation à but non lucratif.

### Comité central
Le comité central est formé du président, du vice-président, des représentants des six régions ainsi que des départements individuels et comprend généralement une dizaine de membres. Il est responsable de la sélection du chef de l'exploitation ainsi que des membres des groupes de spécialistes.

### Siège administratif
Le siège administratif se situe à Sursee dans le canton de Lucerne.

### Groupes de spécialistes
Sous la direction du siège administratif, les groupes de spécialistes suivants seront dirigés :
- École et Jeunesse
- Piscine
- Lac
- Rivière
- Hypothermie
- Premiers secours
- Sécurité
- Formation des cadres

### Conseil St-Christophe
La conseil St-Christophe rend hommage à des membres de la SSS mais aussi à des profanes qui ont effectué un sauvetage dans des situations périlleuses dans et autour de l'eau. Ils sont honorés par une lettre de remerciement, un diplôme ou une remise des médailles d'honneur. Le conseil d'administration est composé de représentants des six régions de la SSS et du président de la Fondation St-Christophe.

## Statistiques
Chaque année la SSS publie sous forme d'une communiqué de presse les statistiques de noyades de l'année précédente.